# Ромбы
Ромбы (лат. Scophthalmus) — род лучепёрых рыб из семейства калкановых (Scophthalmidae). Обитают в северной части Атлантического океана, Балтийском, Средиземном и Чёрном морях. Крупнейший представитель рода достигает 1 м в длину (Scophthalmus maximus), а самый мелкий 45 см (Scophthalmus maeoticus). Некоторые виды являются объектами коммерческого промысла.

## Виды
На июль 2019 года в род включают 4 вида:
- Scophthalmus aquosus (Mitchill, 1815)
- Scophthalmus maeoticus (Pallas, 1814) — Черноморский калкан
- Scophthalmus maximus (Linnaeus, 1758) — Тюрбо, или большой ромб
- Scophthalmus rhombus (Linnaeus, 1758) — Гладкий ромб, или бриль (вид), или гладкий калкан